# Rugby a 15 negli anni 1880

## Quadro generale
Negli anni ottanta del XIX secolo molte questioni relative al regolamento e all'organizzazione del rugby vengono faticosamente (e anche dolorosamente) affrontate.
Dopo le pesanti contestazioni arbitrali nei test match del 1882-84 e una serie di rotture tra le varie federazioni, si arriva finalmente a costituire l'International Rugby Board che gestirà lo sport del rugby sino ai giorni nostri.
Ma è anche il periodo in cui lo sport della palla ovale si struttura e diffonde anche nel resto del mondo ed iniziano i primi scambi tra i vari paesi con le prime tournée, veri e propri viaggi oceanici della durata di mesi. Il rugby in questo imita il cricket, sport nel quale le nazionali britanniche cominciavano a recarsi in giro per il mondo a visitare le allora colonie.

## La grande disputa
Il rugby in crescita affronta i primi problemi a livello internazionale e deve darsi una regolamentazione più precisa.
Dopo aver fissato nel 1875-77 il numero di giocatori a 15, in luogo dei venti precedenti, e aver stabilito che il giocatore placcato a terra deve lasciar libero il pallone, viene a sollevarsi la questione degli arbitraggi e del regolamento.
All'epoca non esistevano arbitri, il regolamento era molto sommario e tutto ciò che non era espressamente vietato era ammesso. Le partite erano precedute da discussioni sulle regole, che regolarmente però riprendevano in campo.
Si era cercato di ovviare introducendo due arbitri (uno per squadra) ma quanto successe nel 1882 a Dublino segnò la crisi di questo sistema. Gli Irlandesi contestano l'arbitraggio dell'arbitro gallese Richard Mullock, anche segretario della federazione e 4 giocatori lasciano il campo, e la squadra rimane in 11. Questo porta all'interruzione dei rapporti sul campo tra le nazionali negli anni 1883-84.
Nel 1884 Inghilterra e Scozia concordano di disputare il loro incontro sotto la direzione di un arbitro neutrale, il presidente della federazione irlandese George Scriven. La concessione della meta inglese che decide la partita provocherà contestazioni e crisi. Infatti l'arbitro irlandese concede la meta realizzata dopo un fallo scozzese non rilevato. Per inglesi ed irlandesi valeva già la norma del vantaggio che gli scozzesi non accettano.
Così, nel 1885, un altro match tradizionale salta: la Scozia si rifiuta di incontrare l'Inghilterra.
Nasce così da Irlanda e Galles (che si sono riappacificati nel corso del 1885) la proposta di creare un organismo internazionale (inteso come interbritannico) che sovrintenda a regole e organizzazione.
Nel 1886 la situazione sembrava tornata alla normalità, ma nel mese di ottobre, quando le quattro federazioni si incontrano ufficialmente a Manchester per costituire l'International Rugby Board, l'Inghilterra diserta: gli inglesi pretendevano di avere una rappresentatività maggiore nell'International Board e di decidere in modo esclusivo sul regolamento sportivo. Le Union celtiche non accettano che l'Inghilterra possa disporre dei voti sufficienti per spadroneggiare e il 5 dicembre 1887 lanciano l'ultimatum: nessun incontro internazionale sarà possibile per le nazioni non aderenti all'IRB. Così gli inglesi per due anni restano fuori dall'attività internazionale.

## L'arbitrato e la pace
Alla fine del 1889 viene trovato un primo accordo: la questione sulla rappresentanza delle Union viene affidata ad un arbitrato. Il giudice Lord Kingsburgh e il presidente della Federazione calcistica dell'Inghilterra, nominati di comune accordo, trovano una soluzione: vengono assegnati 6 voti all'Inghilterra e 2 ciascuno alle altre tre federazioni.
In questo modo l'Inghilterra non potrà cambiare i regolamenti da sola, ma neppure le altre squadre potranno farlo senza che l'Inghilterra sia favorevole.
Così ad aprile 1890 si chiuse la "grande disputa" e, a novembre, l'International Board poté riunirsi per la prima volta.

## 1880
- Test Match

Il decennio si chiude con il dominio inglese che batte sia l'Irlanda che la Scozia.
| Dublino 30 gennaio 1880 | Irlanda | 0 – 1 | Inghilterra | Lansdowne Road |

| Glasgow 14 febbraio 1880 | Scozia | 3 – 0 | Irlanda | Hamilton Crescent |

| Manchester 28 febbraio 1880 | Inghilterra | 2 – 1 | Scozia | Whalley Range |

- Altri eventi
- Viene fondata la federazione gallese, con dieci club, allo scopo di allestire la squadra che affronterà l'Inghilterra.

## 1881
- Galles: la federazione, fondata l'anno prima, viene rifondata dopo il disastroso test-match con l'Inghilterra.
- Nuova Zelanda: dopo la costituzione della Otago Rugby Union, si gioca a Christchurch la prima sfida tra due province neozelandesi, Canterbury contro Otago, con vittoria di quest'ultima.
- Test Match internazionali:

| Manchester 5 febbraio 1881 | Inghilterra | 2 – 0 | Irlanda | Whalley Range |

| Blackheath 19 febbraio 1881 | Inghilterra | 8 – 0 | Galles | Richardson's Field |

| Belfast 19 febbraio 1881 | Irlanda | 1 – 0 | Scozia | Ormeau |

| Edimburgo 19 marzo 1881 | Scozia | 1 – 1 | Inghilterra | Raeburn Place |

## 1882
- Test Match : è l'anno di grandi equilibri, al punto che si riscontrano risultati diversi a seconda delle fonti. La sfida tra Irlanda ed Inghilterra finisce con due mete non trasformate per entrambe, mentre la Scozia realizza due mete non trasformate in entrambe le partite con Irlanda ed Inghilterra . Ma la mancanza di trasformazioni fa sì tutti questi incontri siano da considerare pareggiati per 0-0.

| Dublino 28 gennaio 1882 | Irlanda | 0 – 2 | Galles | Lansdowne Road |

| Dublino 6 febbraio 1882 | Irlanda | 0 – 0 | Inghilterra | Lansdowne Road |

| Glasgow 18 febbraio 1882 | Scozia | 0 – 0 | Irlanda | Hamilton Crescent |

| Manchester 4 marzo 1882 | Inghilterra | 0 – 0 | Scozia | Whalley Range |

- Scozia: a Melrose viene codificato il Rugby a Sette, secondo tradizione, da un club formato di macellai, guidato da Ned Haig
- Australia: prima sfida “interstatale” tra New South Wales e Queensland a Sydney.
- Nuova Zelanda: Si svolge anche la prima tournée oltremare: sedici giocatori australiani della Sydney University attraversano il mare di Tasman e sbarcano in Nuova Zelanda per un tour di sette partite.

## 1883
- Sudafrica: a Città del Capo si costituisce la Western Rugby Union, prima federazione nella futura Sudafrica
- Australia: nasce la Northern Union, prima federazione del Queensland
- Home Championship 1883:  Inghilterra

È l'anno che, tradizionalmente, si considera di nascita dell'Home Championship, torneo che con l'ingresso della Francia nel 1910 diventerà il torneo delle Cinque Nazioni e dal 2000 delle Sei Nazioni, con l'ingresso dell'Italia
In realtà, non si trattava di un torneo ufficiale, ma della somma delle sfide (Test Match) delle varie squadre. Una prima classifica verrà in realtà redatta retroattivamente solo sul Times nel 1896.

## 1884
- Home Championship 1884:  Inghilterra
- Vede la luce la Nazionale neozelandese, con i giocatori non ancora denominati All Blacks: indossavano infatti una maglia blu con colletto rosso. Esordisce con un tour in Australia e un bottino di otto vittorie in altrettante partite.

- Isole Figi: si disputa la prima partita nota tra due squadre militari, una di europei e una di locali.

## 1885
- Home Championship 1885:  Inghilterra

Gli strascichi dell'anno prima portano al rifiuto della Scozia di incontrare l'Inghilterra e anche Galles ed Irlanda non si affrontano. A fine anno Galles ed Irlanda propongo di creare una federazione internazionale per dirimere le questioni.

## 1886
- Home Championship 1886: Scozia  ed Inghilterra
- Federazioni : il 6 febbraio si riuniscono per la prima volta i rappresentanti delle federazioni per cercare di creare un organismo internazionale.
- Regolamenti: nell'autunno si stabilisce il sistema di punteggio ufficiale, che mano a mano sarà adottato in tutto il mondo: tre punti per il drop e la meta trasformata, uno per la meta non trasformata.
- Francia: il Paris FC invia la sua squadra di rugby per una tournée in Inghilterra di quattro partite.

## 1887
- Home Championship 1887:  Scozia
- Francia: nasce la USFSA (Union de Societès Francaise des Sport Athletiches) che gestirà il rugby fino alla fondazione della FFR (1919).

## 1888
- Home Championship 1888:  Scozia,  Galles e  Irlanda
- Sudafrica : a Port Elisabeth Nasce la Eastern Province Rugby Union
- Isole Britanniche in Nuova Zelanda : un team formato da giocatori britannici (specialmente inglesi) si reca in Nuova Zelanda e Australia. È considerato il primo tour dei British and Irish Lions anche se non vi è alcun riconoscimento ufficiale.

- New Zealand Native in Australia, Canada, Europa e Nord America: a cavallo fra il 1888 e il 1889 si svolse il Tour dei New Zealand Natives, squadra che per oltre un anno girò il mondo portando un nuovo modo di intendere il rugby

## 1889
- Home Championship 1889: Scozia
- Campionato delle contee inglesi: Yorkshire
- Sudafrica: a Johannesburg nasce la Rugby Union del Transvaal.